# Bulbophyllum drymoglossum
Bulbophyllum drymoglossum là một loài phong lan.